# Liga Argentina de Football
A Liga Argentina de Football foi uma associação de clubes de futebol na Argentina, dissidente da oficial e, não reconhecida, na época, pela FIFA, que organizou torneios profissionais de futebol entre 1931 e 1934. Estes campeonatos foram reconhecidos, após a fusão, pela Asociación del Fútbol Argentino (AFA), e os vencedores dos torneio da Primeira Divisão receberam de forma simbólica e retroativa a Copa Campeonato. Esta organização é uma das antecessoras legais da AFA e suas competições são oficiais para o órgão regulador.

## Competições

### Primeira Divisão
| Temp. | Campeão           | Vice-campeão       | Terceiro         |
| ----- | ----------------- | ------------------ | ---------------- |
| 1931  | Boca Juniors (50) | San Lorenzo (45)   | Estudiantes (44) |
| 1932  | River Plate (50)  | Independiente (50) | Racing Club (49) |
| 1933  | San Lorenzo (50)  | Boca Juniors (49)  | Racing Club (48) |
| 1934  | Boca Juniors (55) | Independiente (54) | San Lorenzo (51) |

### Segunda Divisão
A Liga Argentina organizou em 1934, seu primeiro e único campeonato de segunda divisão, disputado entre os reservas das equipes da Primeira Divisão, além do Quilmes e do Tigre, que foram relegados a esta competição por problemas extra-esportivos.
| Temp. | Campeão             | Vice-campeão        | Terceiro             |
| ----- | ------------------- | ------------------- | -------------------- |
| 1934  | River Plate II (44) | San Lorenzo II (40) | Boca Juniors II (38) |